# Скіф (стадіон, Львів)
Комплексно-спортивна база Львівського державного університету фізичної культури «Скіф» — спортивна база у Львові. Найстаріший серед сучасних стадіонів Львова, споруджений в 1897 році. Розташований на вул. Черемшини, 17, межує з Личаківським парком. Місткість стадіону становить 3742 місця.

## Відомості
Землю під стадіон для польського гімнастичного товариства «Сокіл» (пол. Sokół) міська влада виділила в 1895 році. Спортивний комплекс споруджено під Личаківським парком у 1897 році — футбольне поле стандартних розмірів із біговими доріжками довкола та трибунами для глядачів, критий кінний манеж, зали для занять гімнастикою та фехтуванням. Автори проєкту; Іван Левинський та Е. Ковач. Трибуни були розраховані на 30000 глядачів. У 1898 році за проєктом Івана Левинського збудовано службове приміщення в закопанському стилі.
На той час це був найкращий спортивний об'єкт Львова та один з найкращих — в Австро-Угорщині. У 1910—1930-х роках на стадіоні проводили футбольні матчі, «гіпічні вправи», різноманітні спортивні змагання та з'їзди польського «Сокола». Стадіон був знаний як «боїско „Сокола-Мацєжа“ при вулиці Центнерівській». Це була домашня арена футбольних команд «Лехія» (Львів) і «Drugi Sokół» (пол. Другий Сокіл).
Після створення у Львові Інституту фізкультури (1946 р.) стадіон став легкоатлетичною базою для навчально-тренувального процесу його студентів.
Перед чемпіонатом Європи з футболу 2012 стадіон реконструювали, він мав бути однією з тренувальних баз турніру.
Під час перебудови зведено чотириповерховий корпус загального призначення, у ньому розташовані приміщення для спортсменів, тренерів, суддів, медичні кабінети, конференц-зал на 100 осіб і навчальні класи ЛДУФК. Частина трибун розташована під накриттям, частина — просто неба. Усі 3400 місць обладнано індивідуальними пластиковими сидіннями. Вартість реконструкції: 80 млн грн.
Запланована освітленість поля та легкоатлетичних секторів: 500 люксів.
На стадіоні заплановано обладнати 9 легкоатлетичних доріжок для проведення змагань (8 та одна додаткова для марафонського бігу).
У сезоні 2017/18 «Скіф» був домашнім стадіоном футбольного клубу «Львів», що виступав у Другій лізі. Також тут відбувалися матчі команди в Кубку України, зокрема чвертьфінал проти «Дніпра-1».

## Галерея

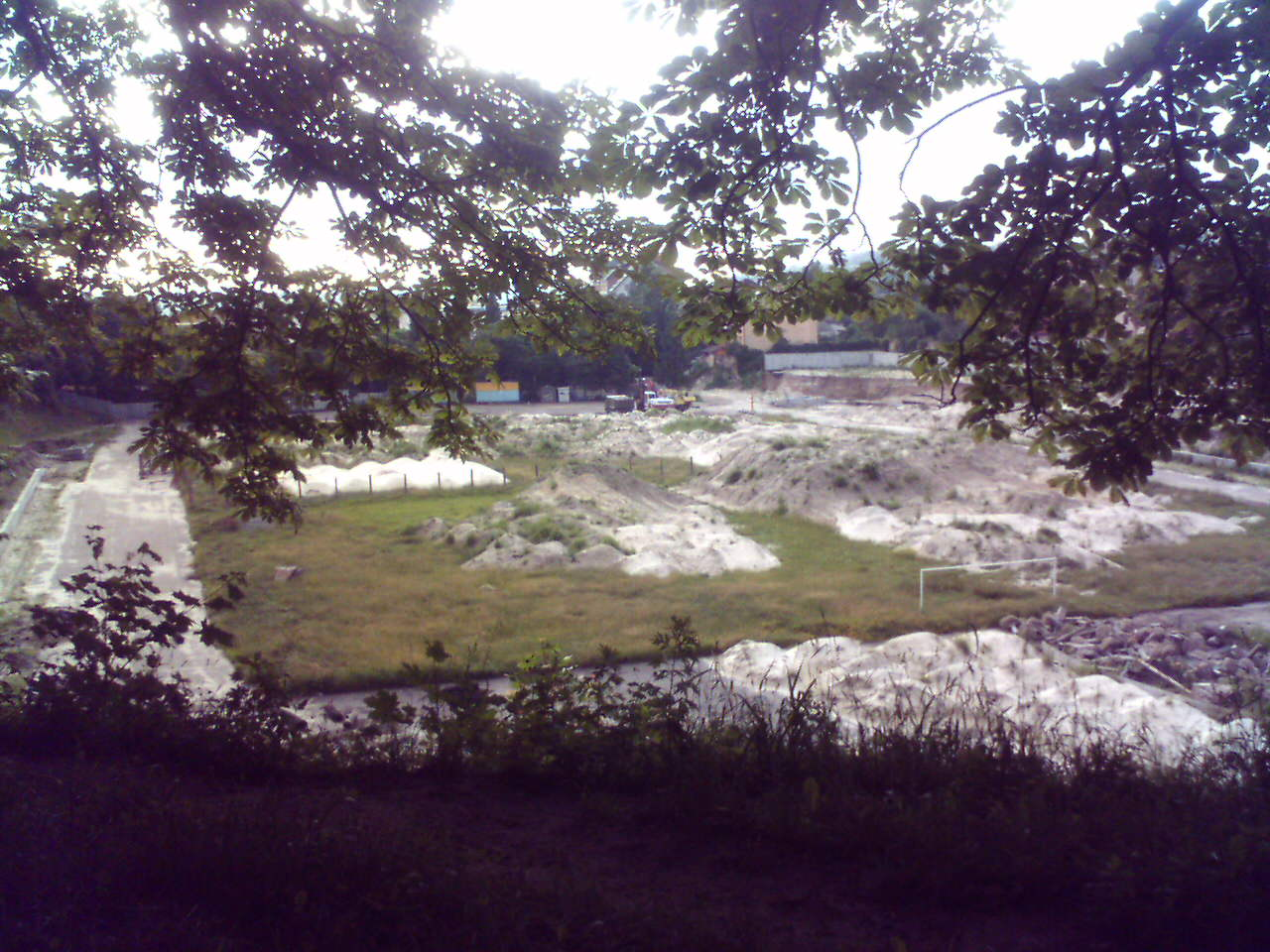
Реконструкція стадіону (травень 2010)
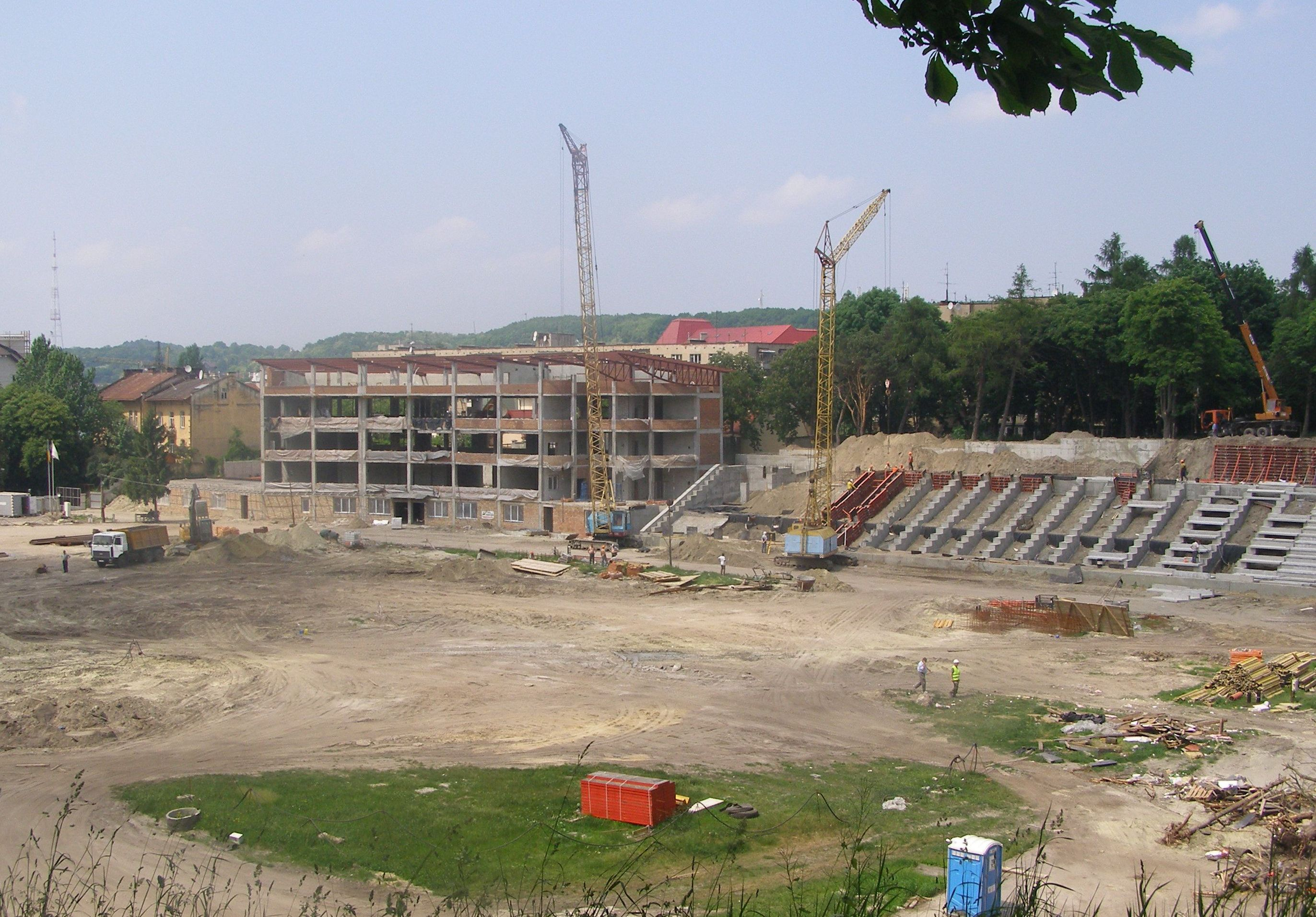
Реконструкція стадіону (червень 2011)
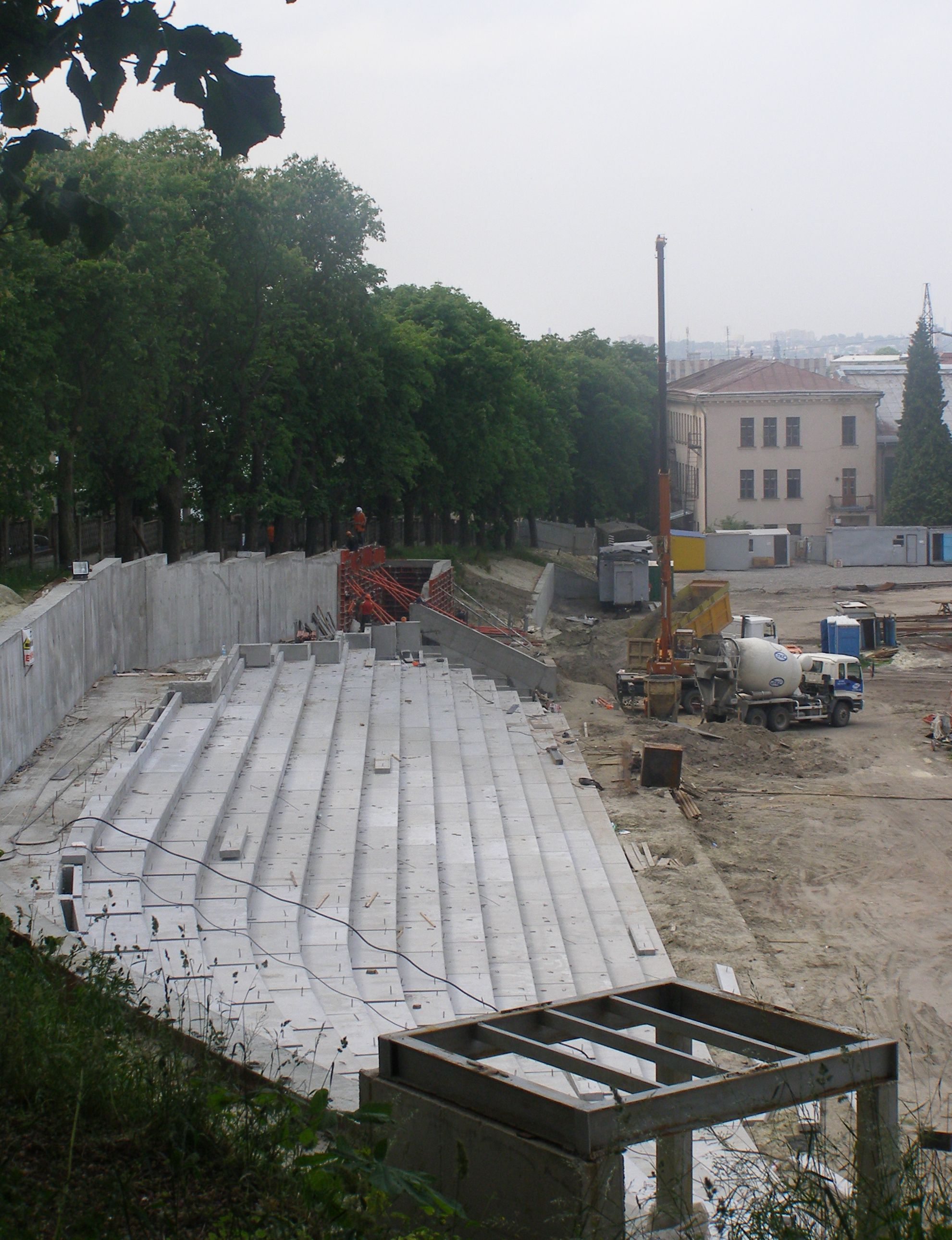
Реконструкція стадіону (відкрита трибуна, червень 2011)
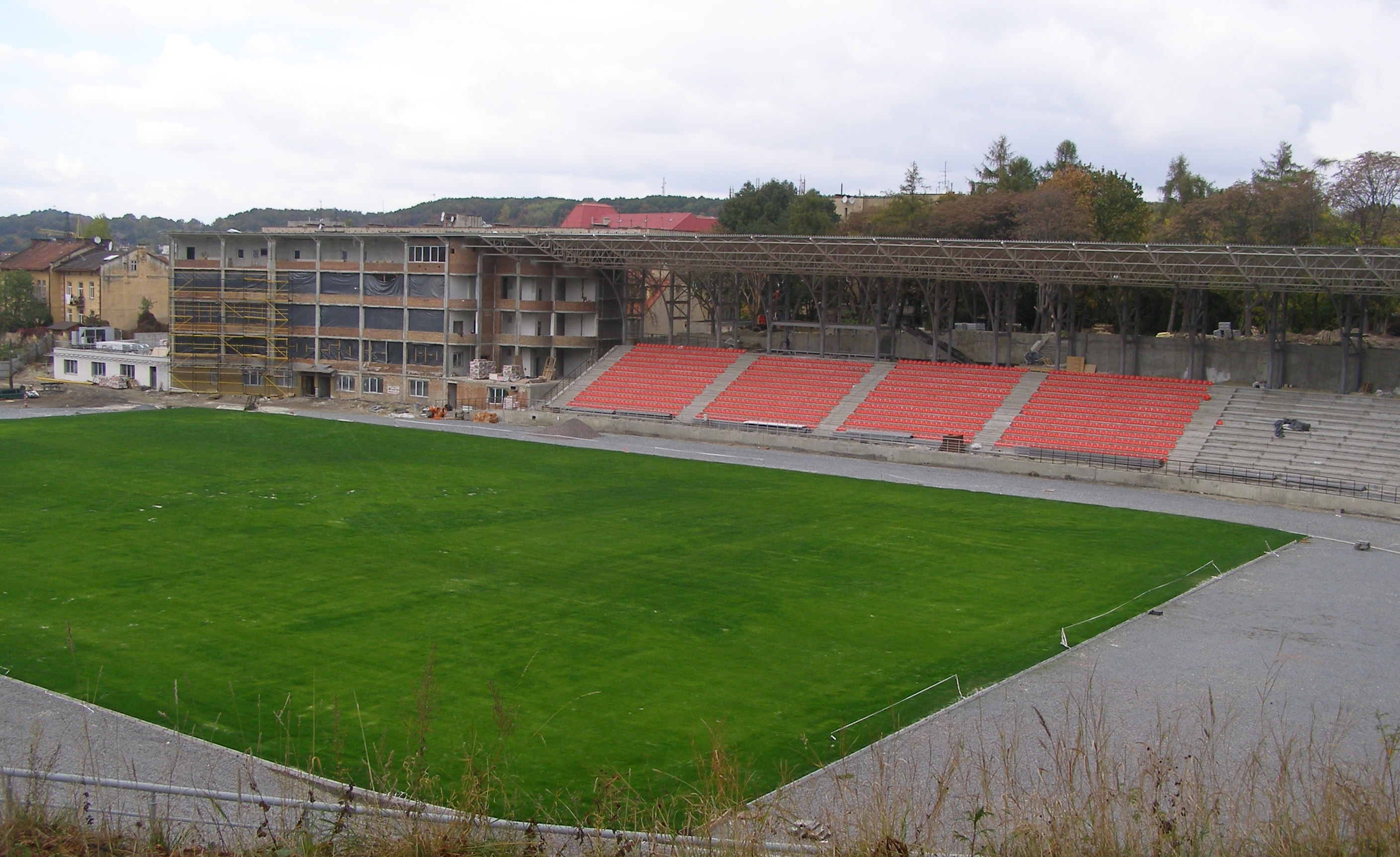
Завершення реконструкції (жовтень 2011)
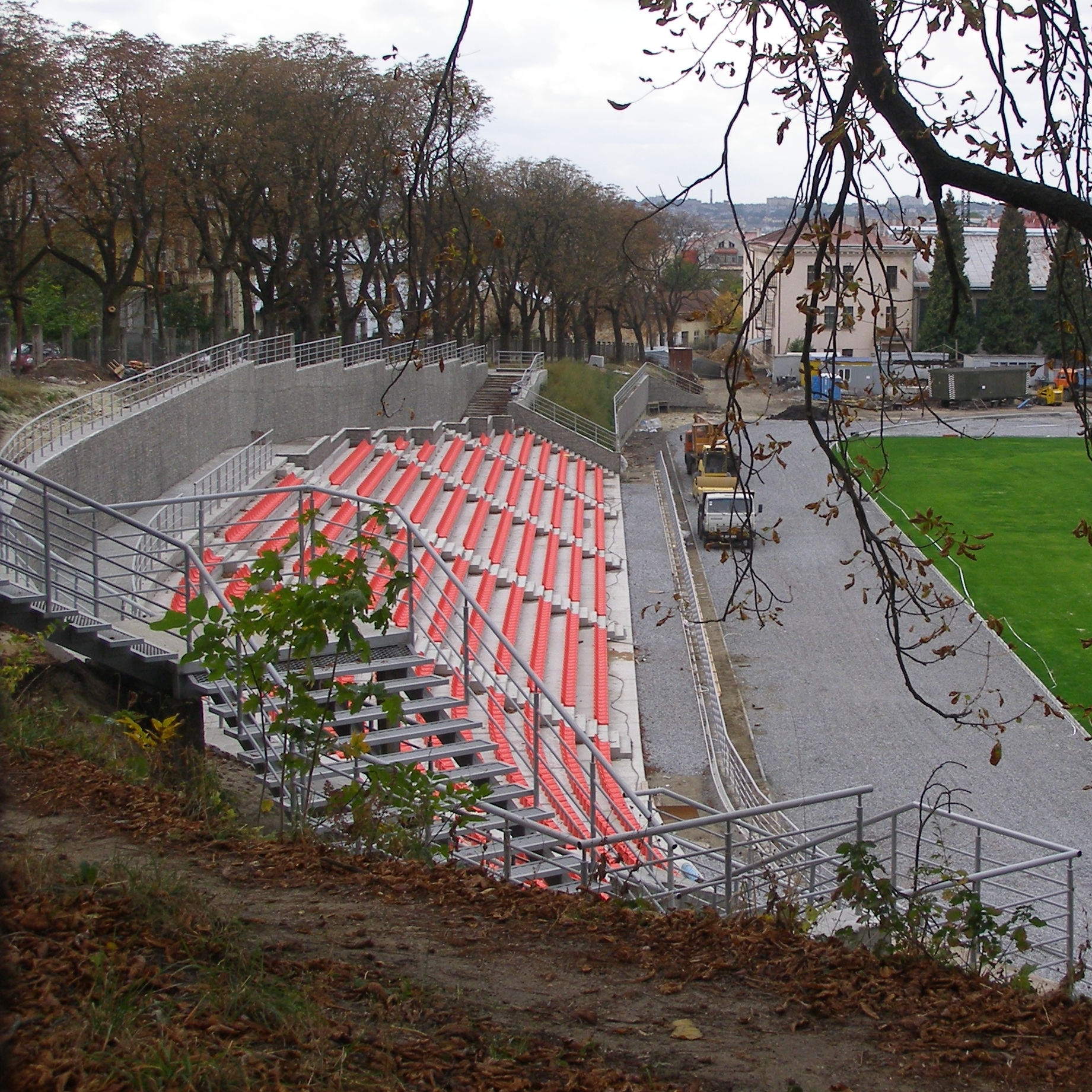
Завершення реконструкції (відкрита трибуна, жовтень 2011)
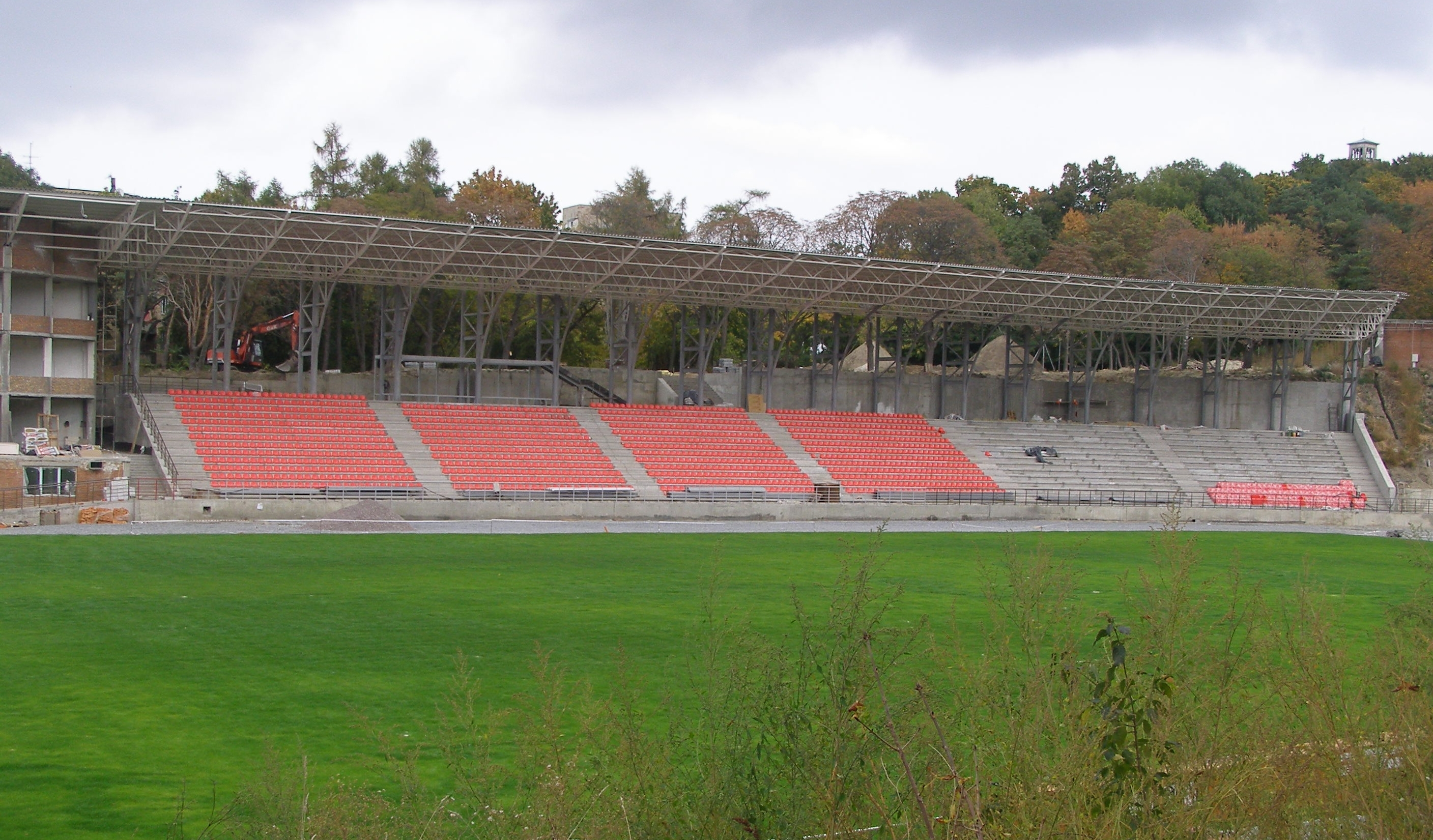
Крита трибуна стадіону (2011)
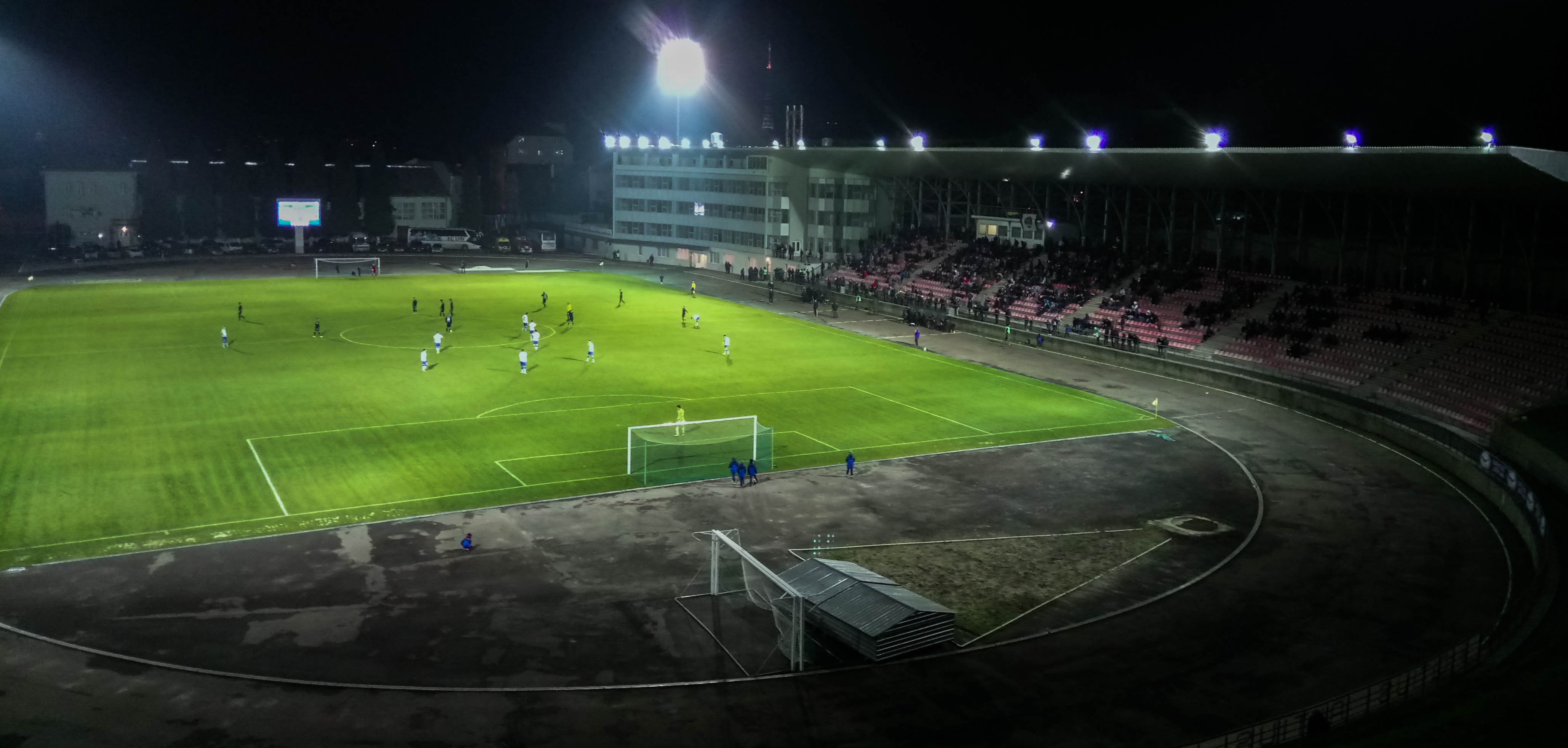
Матч Кубка України між «Львовом» та кам'янською «Сталлю» на стадіоні «Скіф» (жовтень 2017)